# ダイナフォーマー
ダイナフォーマー (Dynaformer) はアメリカ合衆国ケンタッキー州で生産、調教された競走馬および種牡馬である。

## 経歴
1987年から1989年まで現役を続け、30戦7勝。1988年にジャージーダービー、ディスカバリーハンデキャップとG2競走を2勝している。また、1989年には一般競走（キーンランド競馬場芝12ハロン）で2分32秒06というコースレコードで優勝している。
1990年から地元ケンタッキー州のスリーチムニーズファームで種牡馬入りした。2006年のケンタッキーダービー優勝馬バーバロを筆頭に多くの活躍馬を輩出しており、2000年以降のロベルト系の中ではかなり活力のある種牡馬である。また、アメリカで繋養されているが、芝での活躍馬が多いため、特に後年はヨーロッパを主戦場とし、現地で繁殖入りする産駒も目立っている。このほか、障害競走でも、グランドナショナルハードル5連覇のマクダイナモを出している。下記の通り日本にも馴染み深い血統だが、日本ではオープン級の馬を数頭出す程度にとどまっている。
2012年4月14日に心臓に異常が見つかったため種牡馬を引退したが、それから間もない4月29日に息を引き取った。種牡馬引退時点で大動脈弁破裂で心臓に複数の穴が空き、すでに手の施しようがない状態だった。遺体はラーイ、ワイルドアゲインらが眠る、スリーチムニーズファームの墓地に埋葬された。
後継としてはテンプルシティがG1競走3勝馬ミステンプルシティなどを出しており、200頭近い牝馬を集める人気種牡馬になっている。

## 主な産駒
- 1995年産
  - Vergennes / ヴァージネス（ハリウッドダービー）
- 1997年産
  - Critical Eye / クリティカルアイ（ガゼルハンデキャップ、ヘムステッドハンデキャップ）
  - Collect the Cash / コレクトザキャッシュ（クイーンエリザベス2世チャレンジカップステークス）
- 1998年産
  - Starrer / スターラー（サンタマリアハンデキャップ、サンタマルガリータインビテーショナルハンデキャップ）
- 1999年産
  - Riskaverse / リスクアヴァース（クイーンエリザベス2世チャレンジカップステークス、フラワーボウルインビテーショナルハンデキャップ）
  - Perfect Drift / パーフェクトドリフト（スティーブンフォスターハンデキャップ）
- 2000年産
  - Film Maker / フィルムメーカー（クイーンエリザベス2世チャレンジカップステークス）
  - Sand Springs / サンドスプリングス（ダイアナハンデキャップ）
- 2002年産
  - Purim / プリム（シャドウェルターフマイルステークス）
- 2003年産
  - Barbaro / バーバロ（フロリダダービー、ケンタッキーダービー）
  - Dynaforce / ダイナフォース（フラワーボウルインビテーショナルステークス、ビヴァリーD・ステークス）
- 2004年産
  - Lucarno / ルカーノ（セントレジャーステークス）
  - Americain / アメリケイン（メルボルンカップ）
- 2006年産
  - Rainbow View / レインボーヴュー（フィリーズマイル、メイトロンステークス）
  - Wiener Walzer / ヴィーナーヴァルツァー（ドイチェスダービー、ラインラントポカル）
  - Gozzip Girl / ゴジップガール（アメリカンオークスインビテーショナルステークス）
- 2007年度
  - Harmonious / ハーモニアス（アメリカンオークス、クイーンエリザベス2世チャレンジカップステークス）
- 2008年産
  - White Moonstone / ホワイトムーンストーン（フィリーズマイル）
  - Brilliant Speed / ブリリアントスピード（ブルーグラスステークス）
  - Blue Bunting / ブルーバンティング（1000ギニー、アイリッシュオークス、ヨークシャーオークス）
  - Star Billing / スタービリング（メートリアークステークス）
  - Point of Entry / ポイントオブエントリー（マンノウォーステークス、ソードダンサーインビテーショナルステークス、ジョーハーシュ・ターフクラシック招待、ガルフストリームパークターフハンデキャップ、マンハッタンハンデキャップ）
- 2009年産
  - Karlovy Vary / カーロヴィヴァリー（アッシュランドステークス）

### 母父としての主な産駒
- 2001年産
  - Hollywood Story / ハリウッドストーリー（ヴァニティハンデキャップ）
- 2002年産
  - Sharp Lisa / シャープリサ（ラスヴァージネスステークス）
  - Parfum Parfait / パフュームパフェ（Jマルティンズ大賞）
- 2003年産
  - Spring At Last / スプリングアットラスト（ドンハンデキャップ）
- 2007年産
  - Stately Victor / ステートリーヴィクター（ブルーグラスステークス）
- 2010年産
  - Lideris / リデリス（ラテンアメリカジョッキークラブ大賞）
- 2012年産
  - Force the Pass / フォースザパス（ベルモントダービー）
  - グランシルク（京成杯オータムハンデキャップ）
- 2013年産
  - Sadler's Joy / サドラーズジョイ（ソードダンサーステークス）
  - Antonoe / アントノー（ジャストアゲームステークス）
- 2016年産
  - アンドラステ（中京記念）
- 2018年産
  - チャックネイト（アメリカジョッキークラブカップ）
- 2019年産
  - Junko / ジュンコ（バイエルン大賞、香港ヴァーズ）

## 血統表
| ダイナフォーマーの血統（ロベルト系 / Blue Larkspur 5×5=6.25%（父内）、Sir Gallahad（Bull Dog） 5×5=6.25%（父内）、Nearco 5×5=6.25%（父内）、Hyperion 5×5=6.25%（母内）） | ダイナフォーマーの血統（ロベルト系 / Blue Larkspur 5×5=6.25%（父内）、Sir Gallahad（Bull Dog） 5×5=6.25%（父内）、Nearco 5×5=6.25%（父内）、Hyperion 5×5=6.25%（母内）） | ダイナフォーマーの血統（ロベルト系 / Blue Larkspur 5×5=6.25%（父内）、Sir Gallahad（Bull Dog） 5×5=6.25%（父内）、Nearco 5×5=6.25%（父内）、Hyperion 5×5=6.25%（母内）） | （血統表の出典）    | （血統表の出典） |
| 父 Roberto 1969 鹿毛 | 父の父Hail to Reason 1958 黒鹿毛 | Turn-to | Royal Charger       | Royal Charger    |
| 父 Roberto 1969 鹿毛 | 父の父Hail to Reason 1958 黒鹿毛 | Turn-to | Source Sucree       |                  |
| 父 Roberto 1969 鹿毛 | 父の父Hail to Reason 1958 黒鹿毛 | Nothirdchance | Blue Sword          | Blue Sword       |
| 父 Roberto 1969 鹿毛 | 父の父Hail to Reason 1958 黒鹿毛 | Nothirdchance | Galla Colors        |                  |
| 父 Roberto 1969 鹿毛 | 父の母Bramalea 1959 黒鹿毛 | Nashua | Nasrullah           | Nasrullah        |
| 父 Roberto 1969 鹿毛 | 父の母Bramalea 1959 黒鹿毛 | Nashua | Segula              |                  |
| 父 Roberto 1969 鹿毛 | 父の母Bramalea 1959 黒鹿毛 | Rarelea | Bull Lea            | Bull Lea         |
| 父 Roberto 1969 鹿毛 | 父の母Bramalea 1959 黒鹿毛 | Rarelea | Bleebok             |                  |
| 母 Andover Way 1978 鹿毛 | 母の父His Majesty 1968 鹿毛 | Ribot | Tenerani            | Tenerani         |
| 母 Andover Way 1978 鹿毛 | 母の父His Majesty 1968 鹿毛 | Ribot | Romanella           |                  |
| 母 Andover Way 1978 鹿毛 | 母の父His Majesty 1968 鹿毛 | Flower Bowl | Alibhai             | Alibhai          |
| 母 Andover Way 1978 鹿毛 | 母の父His Majesty 1968 鹿毛 | Flower Bowl | Flower Bed          |                  |
| 母 Andover Way 1978 鹿毛 | 母の母On the Trail 1964 鹿毛 | Olympia | Heliopolis          | Heliopolis       |
| 母 Andover Way 1978 鹿毛 | 母の母On the Trail 1964 鹿毛 | Olympia | Miss Dolphin        |                  |
| 母 Andover Way 1978 鹿毛 | 母の母On the Trail 1964 鹿毛 | Golden Trail | Hasty Road          | Hasty Road       |
| 母 Andover Way 1978 鹿毛 | 母の母On the Trail 1964 鹿毛 | Golden Trail | Sunny Vale F-No.4-r |                  |

### 血統背景
母・アンドーヴァーウェイはトップフライトハンデキャップ（米G1）優勝馬で、日本で種牡馬として成功したブライアンズタイムの従姉。本馬は従叔父のブライアンズタイムと血統構成が極めて近く、父は同じロベルト、母の父・ヒズマジェスティはブライアンズタイムの母の父・グロースタークの全弟であり、曾祖母ゴールデントレイルはブライアンズタイムの祖母である。他にも近親に二冠馬エアシャカールとその半姉エアデジャヴー、エアデジャヴー産駒のエアシェイディ・エアメサイア兄妹、ブライアンズタイムのいとこであり種牡馬として日本に輸入されたサンシャインフォーエヴァーなど日本と縁のある馬が多い。